# 後門殼層
后门殼層是一段使用 PHP、Python、Ruby 等编程语言編寫的恶意代码，可以上传到网站以访问存储在该网站上的文件。一旦它被上传，黑客可以利用它来编辑，删除或下载网站上的任何文件，或上传他們自己想要的文件或程式碼。

## 如何上傳
- 黒客在上傳上占有優勢。當他們發現網站管理者有了漏洞。殼層將使其竊取密碼甚或遠端控制使用者文件。

## 利用
- 殼層們能使瀏覽器提早搜尋到特定網站頁面。並依照喜好隨著文件传输协议或利用暴力破解法將使用者在不知情下上傳他們需要的東西。
- 一般使用上網站後台用戶只有遊客，特許管理者和管理員三種情形。但由於此殼層他們能晉升為超级用户。並且在暗地執行其他行為。

- 请注意，许多殼層包含下載恶意软件，瀏覽惡意廣告等，用意是獲得瀏覽者的密碼。

## 預防
作為網站瀏覽者，應該避免少去色情或不知名的網站。並且應該經常更新防毒軟體和做好還原與備份的工作。